# Papillotes
Pour les articles homonymes, voir Papillote (homonymie).
Les papillotes (hébreu : פאות הראש peot ou payess harosh, « bords de la tête ») sont les mèches de cheveux (une de chaque côté du visage) typiques des hommes juifs orthodoxes, lesquels ont coutume de les porter sur les tempes ou derrière les oreilles à partir de l'âge de trois ans.
La pratique, résultant des lois sur le rasage (en), est particulièrement répandue parmi les Hassidim et les Juifs yéménites.

## Les papillotes dans les sources juives
La tradition des peot provient de l'interprétation rabbinique du verset du Lévitique : 

« Vous ne couperez point en rond les bords de votre chevelure et tu ne raseras point les bords de ta barbe. »

Comme cette prescription figure dans le « code de sainteté », elle relève de l'injonction de ne pas imiter les peuplades avoisinantes — considérées comme « idolâtres » dans le judaïsme — et de s'en différencier ; or il était de coutume parmi ces nations de se raser les joues et les tempes.
Selon la Mishna, celui qui arrondit le pourtour de sa tête est passible d'une peine de flagellation (39 coups) par bord arrondi. La guemara du Talmud de Babylone commentant cette loi définit l'« arrondissement » comme l'égalisation du niveau des cheveux des tempes avec celui de l'arrière des oreilles et du front. L'espace concerné est par conséquent compris entre le niveau de l'arrière des oreilles et du front.
Maïmonide enseigne que seule la taillade est interdite (et qu'il est donc licite de le faire avec des ciseaux), la limite à ne pas enfreindre étant de quarante cheveux sur chaque tempe. Certains sont opposés à toute coupe, même avec des ciseaux, au moins jusqu'au niveau de l'arcade zygomatique.
La coutume de laisser pousser les peot sans y toucher résulte donc d'une houmra (application stricte) de ces lois. Les kabbalistes y accordent une grande importance, la valeur numérique de pe'a étant de 86, comme Elohim.

## Le port des papillotes
Suivant les communautés, les cheveux sont coupés court, voire rasés sur l'ensemble de la tête, à l'exception des peot. Cette coupe donne lieu, lorsqu'elle est réalisée chez un garçon de trois ans, à la cérémonie d'inspiration kabbalistique de la halaka (ou upsherin) avec diverses réjouissances familiales, particulièrement en Israël. Les communautés yéménites ou hassidiques les laissent ensuite pousser sans plus y toucher, même à l'âge adulte.

### Styles de papillotes

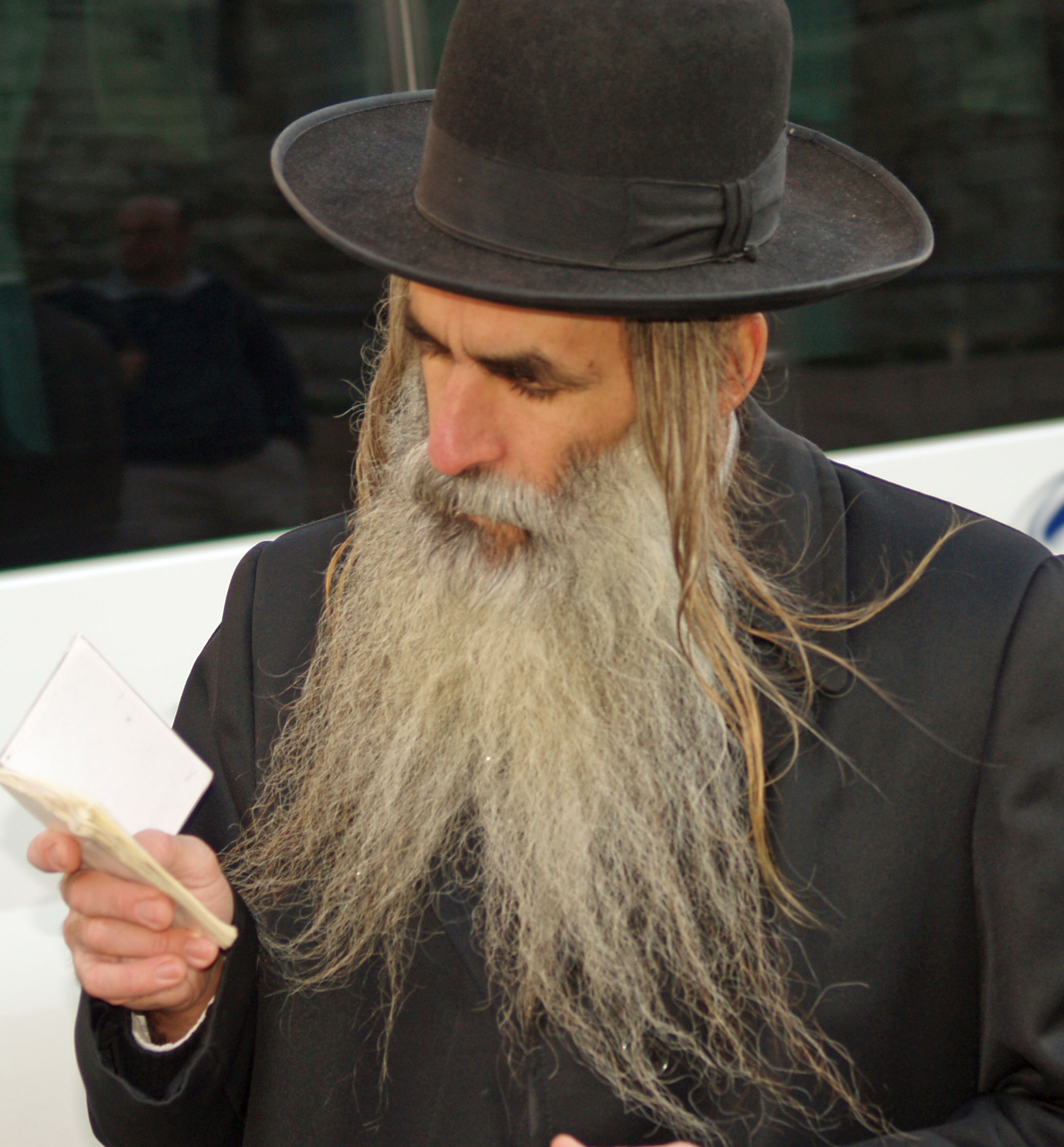
Un juif avec des peyot.
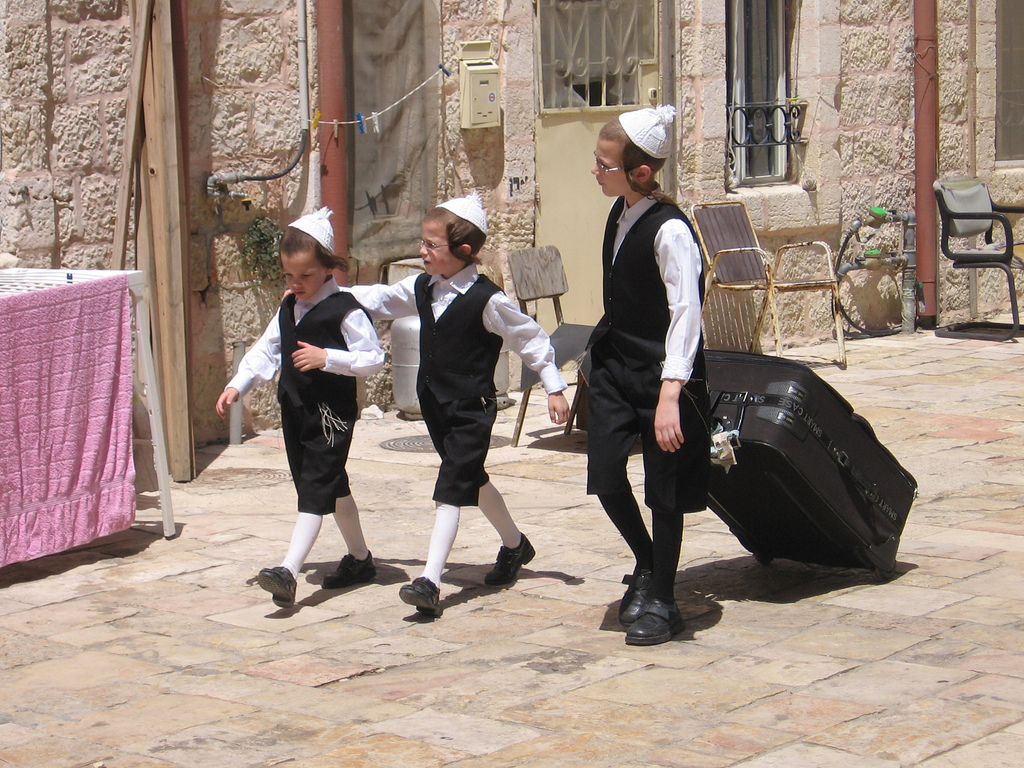
Enfants se préparant pour le chabbat dans le quartier de Méa Shéarim à Jérusalem.
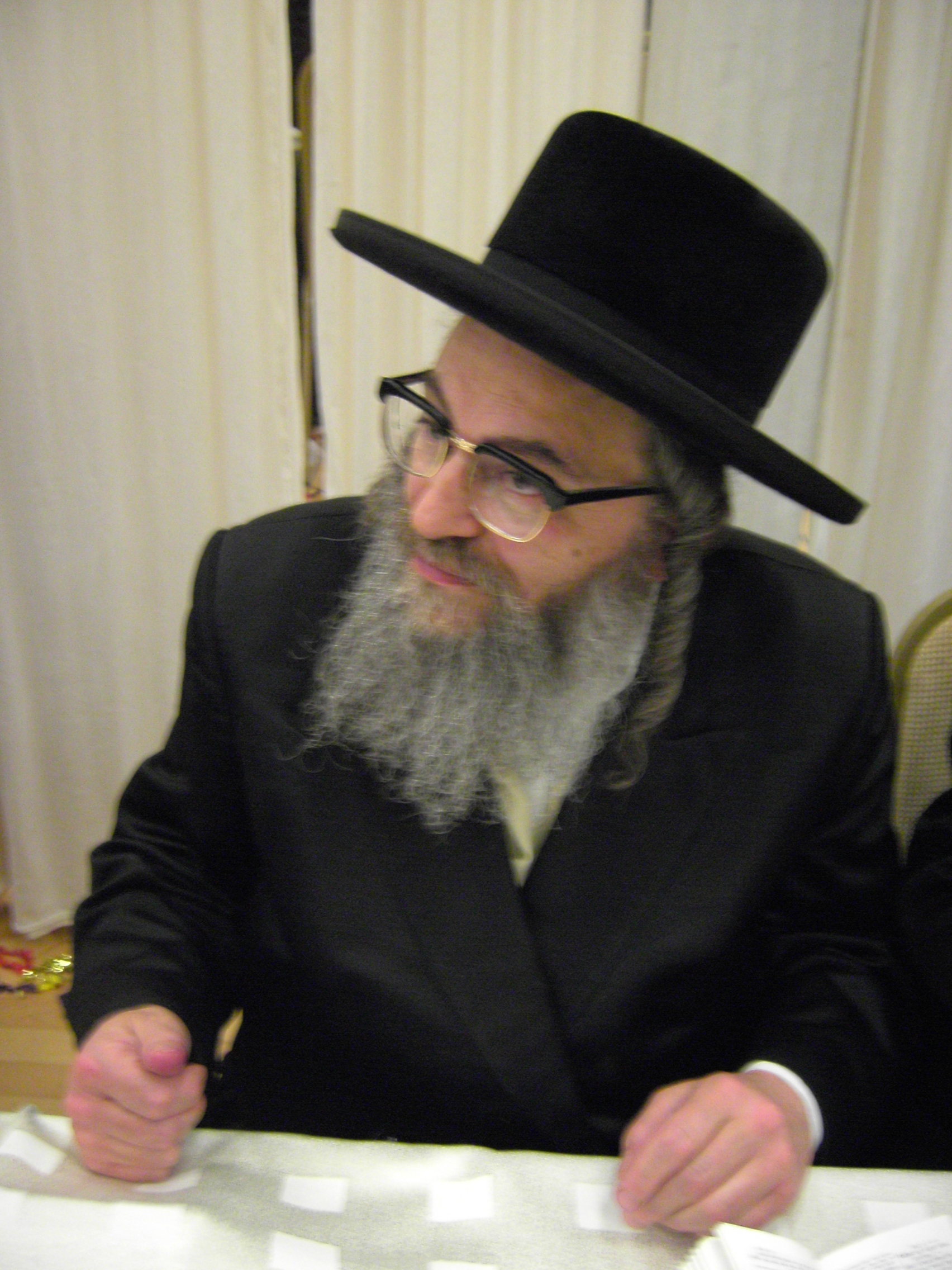
Uri Ashkenasi Stanislover Rebbe.
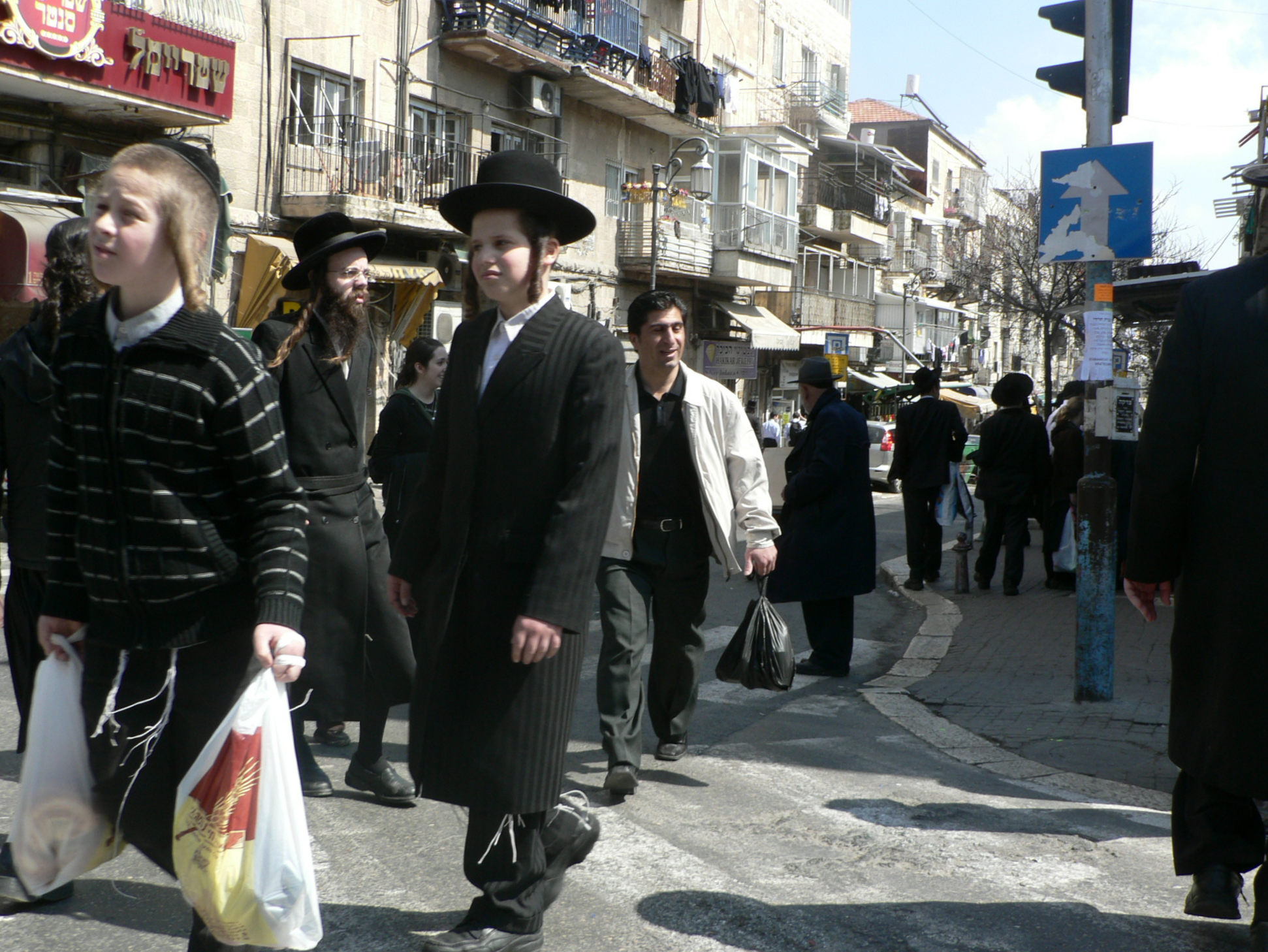
Rue Mea Shearim à Jérusalem.
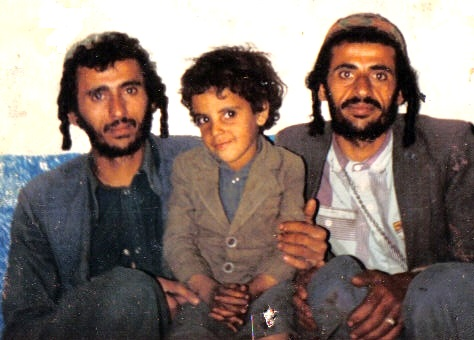
Juifs yéménites